# Pete Sans

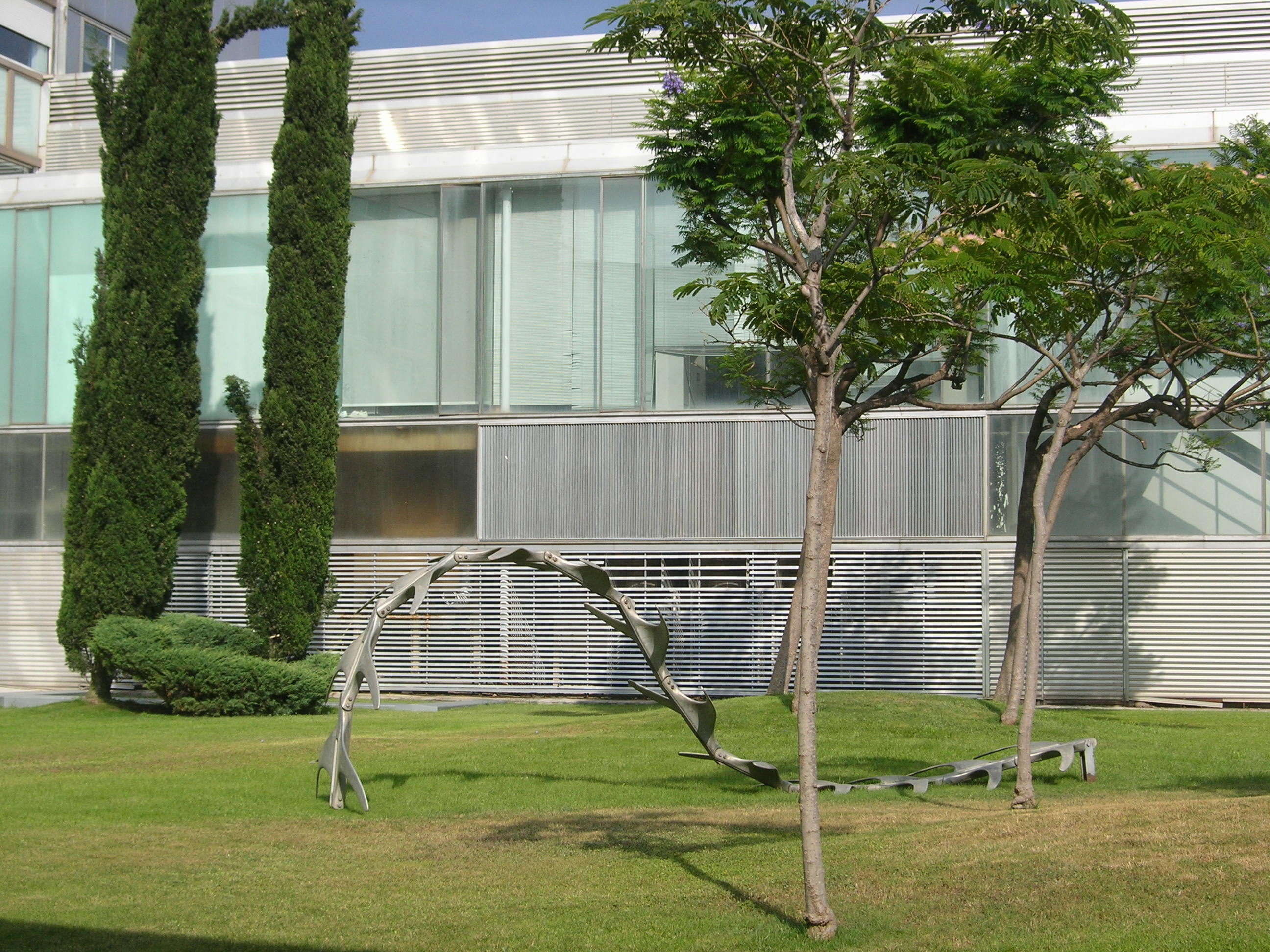
Espina del mar, Hospital del Mar, Barcelona

Jaime Sans (Barcelona, 1947), conegut professionalment com a Pete Sans, es defineix com a escultor industrial i dibuixant de mobles. Dissenyador de formació autodidacta, fill del pintor, dissenyador i interiorista Jaume Sans, Pete s’educa en el si d’una família estretament vinculada a l’ambient intel·lectual i artístic de la ciutat.
Les primeres incursions en el camps de les arts les realitza treballant amb l’arquitecte Josep Prats Marsó. Posteriorment, intenta perfeccionar la seva formació a l'escola Hochschule für Gestaltung d'Ulm però no arriba a finalitzar els estudis.
El 1971, ja retornat a Barcelona, obre un estudi de disseny gràfic i dirigeix la Galeria i Escola Nikon de fotografia. A més, edita la revista d’art i fotografia Papel Especial, reconeguda per la qualitat gràfica, conceptes i contingut. La productora Snark Design s’interessa pels seus prototips l’any 1979 i a partir de llavors Pete Sans es dedica plenament al disseny de mobiliari i il·luminació, atorgant a les seves creacions un estil original i avantguardista.
Pete Sans ha treballat per algunes de les productores més importants del disseny, com Santa & Cole, B.D. Ediciones de Diseño, Palluco (empresa italiana), Metalarte, etcètera, tot i que especialment important ha estat la seva relació amb Taller Uno per a la creació de llums.
Les seves peces han rebut diversos premis nacionals i internacionals, on destaquen la cadira de braços Coqueta (1987, Premi Delta d’Or ADI-FAD 1988)o el llum Lamparaprima (1979, Oscar d’il·luminació, 1983, Fira Moving, París); ambdós peces, juntament amb la taula Aleta, la safata Blonda I i la taula Sistema Elemental, formen part de la col·lecció del Museu del Disseny, on també es conserven els seus fons documentals.